# Nuada
Nuada oder Núadu Argatlám ['nuaðu 'argadlaːv] („Nuadu mit der Silberhand“) ist eine Sagengestalt in der keltischen Mythologie Irlands. Er ist König der Túatha Dé Danann und der Vater oder Großvater von Bresal. Er besitzt ein Schwert namens Fragarach, dieses Schwert ist einer der vier Schätze der Danu.

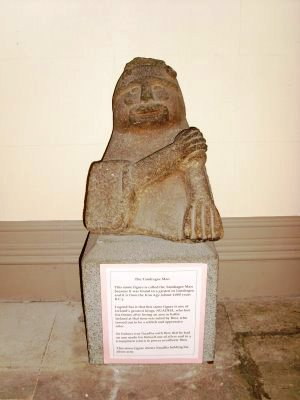
Nuada als Tanderagee-Idol, County Armagh

## Mythologie
Nach dem Lebor Gabala Eirenn verliert Nuada bei der ersten Schlacht von Mag Tuired der Túatha De Danann gegen die Firbolg seinen Arm, den ihm der Firbolg-Krieger Sreng abschlägt. Da er als Krüppel nicht mehr König sein darf, wird der Halb-Fomoir Bress, der Sohn Erius, zum König gewählt. Der berühmte Arzt der Túatha Dian Cecht und der geschickte Handwerker Credne fertigen Nuada einen Arm aus Silber an, er trägt daher seit dieser Zeit den Beinamen airgetlám („der mit der Silberhand“). Nach einer späteren Überlieferung lässt ihm Miach, Dian Cechts Sohn, mit einem Zauber einen neuen Arm wachsen, wobei ihm seine Schwester Airmed hilft. Der wegen seines Geizes und seiner Ungerechtigkeit unbeliebte Bress wird vertrieben und Nuada wieder in sein altes Amt eingesetzt.
Als Lugh an seinem Hof erscheint und sich in allen Fertigkeiten überlegen erweist, überlässt ihm Nuada freiwillig seinen Thron. Nuada stirbt in der zweiten Schlacht von Mag Tuired durch den Bösen Blick des Balor.
Im irischen Sagenkreis um Fionn mac Cumhaill, den heldenhaften Anführer der Fianna von Leinster, wird dieser als Nachkomme Nuadas bezeichnet, da er der Sohn von Tadg mac Nuadat ist.
Die Figur des Nuada geht vielleicht auf die keltische Gottheit Nodons zurück, einen britannischen Kriegsgott, der mit Mars gleichgesetzt wurde. Auch eine Entsprechung zum germanischen Gott Tyr wird angenommen. Nuada ist gleichsetzbar mit dem kymrischen Lludd oder Nudd.